# Parque Nacional Serra da Mocidade
O Parque Nacional Serra da Mocidade é um complexo ambiental localizado na região central do Estado de Roraima em área vizinha à dos índios Ianomami. Foi criado a partir do  decreto de 29 de abril de 1998[ligação inativa].
Abrange duas regiões geológicas: Parte da área está sobre rochas muito antigas, do Complexo Guianense, e parte sobre terrenos sedimentares do Terciário-Pleistoceno e Quaternário. Quanto a sua geomorfologia, está localizado no Planalto Dissecado Norte da Amazônia. É administrado pelo  Instituto Chico Mendes de Conservação da Biodiversidade (ICMBio).
A  área do parque abrange partes de drenagem dos rios Água Boa do Univini e Catrimani, ambos afluentes da margem direita do rio Branco.
A vegetação é composta basicamente por Floresta Amazônica, com exemplares típicos, como a Cuiaou Coité (Crescentia cujete). O parque é um extenso habitat para os animais de várias espécies, como a onça-pintada, ariranha, além das aves migratórias provenientes do hemisfério Norte, como o gavião-real, gavião-preto, a choca-de-roraima, a garça-branca, a tartaruga-de-rio, o Anacã entre outros.